# Арапова, Александра Петровна
Александра Петровна Ара́пова (урождённая — Ланская; 15 мая 1845, Санкт-Петербург — 20 февраля 1919, Петроград) — русская писательница, переводчик, мемуарист, автор очерков и романов, старшая дочь Н. Н. Пушкиной от второго брака с П. П. Ланским.

## Биография
Крестница Николая I, фрейлина императорского двора. Отличалась умом и образованностью. В 1866 году (по другим данным — в 1871) вышла замуж за офицера Ивана Андреевича Арапова.
В конце 1917 года к А. П. Араповой приехала её сестра, дочь Пушкина, М. А. Гартунг, которая осталась без средств к существованию. Арапова писала своей знакомой, матери барона Врангеля Марии Дмитриевне Врангель: «Может быть у кого-нибудь есть связи с правительством, и Вы с Вашей энергией и отзывчивым сердцем уговорите их принять участие в горькой судьбе… Если есть возможность — помогите последней в живых дочери бессмертного поэта». М. А. Гартунг скончалась в 1919 году, не успев получить пенсию. По воспоминаниям М. Д. Врангель, сама Арапова умерла (в том же году) от истощения и крупозного воспаления легких, «превратившись в вешалку, обтянутую кожей». Похоронена на кладбище Александро-Невской лавры.

## Творчество
Автор очерков, романов, переводов с французского, ценных для истории и пушкинистики дневников. По просьбе А. П. Араповой муж Александры Николаевны Гончаровой барон Густав Фризенгоф в письме к ней изложил воспоминания Александры о событиях, которые привели к дуэли Пушкина. Для историка Кавалергардского полка С. А. Панчулидзева она изложила известные в семье подробности биографии Дантеса. Из литературного наследия наиболее известны её воспоминания о матери, названные «Наталия Николаевна Пушкина—Ланская: К семейной хронике жены А. С. Пушкина»

По воспоминаниям современников в своих мемуарах она по мере сил пыталась «отмести злые наветы, порочившие память Натальи Николаевны». Мемуары были опубликованы в 1907—1908 гг. в приложениях к журналу «Новое время» и вызвали большой резонанс в обществе, ими интересовался Л. Н. Толстой, на них ссылались и ссылаются многие пушкиноведы. Мемуары построены в основном на рассказах знакомых, прислуги, слухах, циркулировавших в великосветском обществе. Однако в них содержатся также сообщения о событиях из жизни вдовы поэта, свидетельницей которых была сама Арапова, а также рассказы Натальи Николаевны — эта часть мемуаров считается наиболее важной для пушкиноведения. Среди сведений, которые сообщает А. П. Арапова, особенно значимы сообщение о существовавшей якобы интимной связи Пушкина с его невесткой Александрой и рассказ о свидании Н. Н. Пушкиной с Дантесом у Полетики. Рассказ Араповой о преддуэльных событиях (в том числе и свидании Пушкиной с Дантесом) содержит ряд серьёзных ошибок. По мнению Н. А. Раевского: 
…Опытная писательница А. П. Арапова умело сочиняет диалоги (как русские, так и французские) и сводит концы с концами … Многое в этом рассказе, несомненно, относится к области беллетристики, а не мемуарной литературы.
 Так, по словам Араповой, во время свидания, «во избежание каких-либо помех» у дома Полетики дежурил П. П. Ланской, тогда ещё не знакомый с Пушкиной. Однако, согласно исследованиям М. И. Яшина, с октября 1836 года по февраль 1837 года (время, когда могло состояться свидание) Ланского в Петербурге не было.

## Наследие
Большой архив А. П. Арапова передала в Пушкинский Дом в 1918 году. Он хранится в рукописном отделе, среди документов — переписка Н. Н. Пушкиной с родственниками. Письма вдовы поэта помогли по-новому взглянуть на личность Натальи Николаевны и составить её объективный портрет. Воспоминания Араповой были переизданы в 1994 году (Арапова, А. Наталья Николаевна Пушкина-Ланская: К семейной хронике жены Пушкина / Составитель, автор примечаний и послесловия Г. Пикулева. — МПФ «Демиург», 1994. — 256 с. — 30 000 экз. — ISBN 5-7387-0034-1.)

## Дети
- Елизавета Ивановна (1867—03.07.1953), замужем (27.04.1886) за дипломатом Николаем Николаевичем Столыпиным (1860—1920).
- Пётр Иванович (1871—1930), генерал-лейтенант.
- Андрей Иванович (1872—1918), расстрелян в Петрограде.